# Municipio de Chinampa de Gorostiza
El municipio de Chinampa de Gorostiza se encuentra en la zona norte del estado de Veracruz en la región llamada Huasteca Alta, es uno de los 212 municipios de la entidad. Está ubicado en las coordenadas 21°22” latitud norte y 97°44” longitud oeste, y cuenta con una altura de 100 msnm. Su cabecera es la localidad de Chinampa de Gorostiza.
El municipio lo conforman 69 localidades en las cuales habitan 14,143 personas.
Sus límites son:
Norte: Tamalín y Tantima.
Sur: Naranjos Amatlán.
Este: Tamiahua.
Oeste: Tamalín.
 Chinampa de Gorostiza  es un municipio con un clima muy cálido y con lluvias principalmente en verano y otoño.
El municipio de  Chinampa de Gorostiza tiene sus celebraciones en los días del 12 al 14 de junio, donde son celebradas las fiestas en honor de san Antonio y el 29 de junio se celebra a San Pablo, y también en el mes de diciembre celebran a la virgen de Guadalupe.